# ブランドセキュリティ
ブランドセキュリティ（Brand Security）とは、ブランドレピュテーションやサイバーセキュリティの一つの側面として、またブランド保護に関する包括的な概念として利用される、マーケティングおよび情報セキュリティの用語である。

## 概要
ホログラムやRFIDなどの物理的なブランド保護技術（ブランドプロテクション）だけでなく、ウェブサイトやソーシャルメディア、DNSなどでのブランド・アイデンティティを保護するサイバーセキュリティ技術、またブランド保護の根底となる権利である商標権・意匠権等の登録及び維持活動を包含した概念として、近年ブランドセキュリティという用語が使用される。

ブランドセキュリティはブランド構築と同様に部門横断的なビジネス戦略として位置づけられる。

## ブランド保護としての側面
従来のブランド保護は、商標権や意匠権が設定された対象に対する、物理的および法的な保護であった。
しかしながら、事業活動におけるインターネットの比率が高まるにつれて、ドメインネームなどのブランドアイデンティティの保護、サイバースクワッティングへの対策、またECサイトにおける模倣品対策などが、ブランド保護戦略に加わることになる。
そこで、ブランドプロテクションと呼ばれる従来の技術だけでなく、サイバーセキュリティ技術を利用したブランド保護施策が必要となった。

## 情報セキュリティとしての側面
ブランドセキュリティは情報セキュリティの目標もしくは効果として語られる場合がある。情報セキュリティが情報資産の脆弱性、脅威およびリスクとその対策として理解されるのと同様に、ブランドセキュリティもブランド資産の脆弱性、脅威およびリスクとその対策として理解される。
しかしながら、ソーシャルメディアやメタバースなどのサイバー空間におけるブランド資産の定義と特定は曖昧であるため、資産管理の面で情報セキュリティとブランドセキュリティは必ずしも一致しない。

## パーソナルブランドセキュリティ
企業活動だけなく、個人活動においてもサイバー空間の問題は起こり得る。
政治家、企業家、専門家、アーティストなどの公的な個人にとって、サイバー空間上のブランドアイデンティティの保護は重要な課題となりつつある。
X（旧：Twitter）に代表されるSNSにおける本人認証などの技術・施策にくわえて、ID名やウェブサイト名の統一性と識別性の維持などが必要とされる。
パーソナルブランドセキュリティは商標権で保護されにくい対象であるため、今後の社会的かつ法的な課題として認識される。